# Kari Tiainen
Kari Tiainen (* 26. August 1966 in Riihimäki) ist ein finnischer Motorradsportler und siebenfacher Enduroweltmeister.
Seine Titel errang er auf folgenden Marken (Klasse):
- 1990 Suzuki (250)
- 1991 Husqvarna (250)
- 1992 Husqvarna (500 4-t)
- 1994 Husqvarna (500 4-t)
- 1995 Husqvarna (500 4-t)
- 1997 KTM (500 4-Takt)
- 2000 KTM (500 4-Takt)

Mit der finnischen Nationalmannschaft gewann er bei Internationalen Sechstagefahrt 1989 die Junior-Trophy und in den Jahren 1996, 1998, 1999 und 2003 die Trophy.